# Sundini
Sundini (Sundene) er et 40 km langt sund mellem Streymoy og Eysturoy på Færøerne. Ved bygden Oyrarbakki er sundet kun 150 meter bredt, og her forbinder en bro de to øer. Sundini har givet navn til Sunda kommuna. Sundini har stærke tidevandsstrømme og har givet navn til Streymoy (Strømøy). Sundinis smalleste punkt hedder desuden Streymin (Strømmen). Regionen langs Sundini kaldes Sundalagið, men er ikke identisk med Sunda kommuna, som kun omfatter den nordlige del. 
En 220 meter lang bro, Streyminbrua, har siden 1973 forbundet de to bredder med hinanden, og kaldes spøgefuldt "den eneste bro over Atlanterhavet". Mod syd bliver sundet bredere og kaldes Tangafjørður. 
Ved folkeafstemningen om kommunesammenlægning i 2012 blev Sundini foreslået som en af de syv nye storkommuner, men forslaget blev forkastet af områdets vælgere.